# Campionato nordamericano femminile di pallavolo 2017
Il campionato nordamericano femminile di pallavolo 2017 si è svolto dal 26 settembre al 16 ottobre 2017 in tre stati diversi, Canada, Repubblica Dominicana e Trinidad e Tobago. Le prime due squadre ciascun girone si qualificano al campionato mondiale femminile di pallavolo 2018.

## Qualificazioni
Le prime sei squadre del ranking NORCECA sono qualificate direttamente, eccetto gli Stati Uniti, campioni del mondo in carica. Le altre sei squadre saranno qualificate tramite le qualificazioni di zona.
| Qualificate direttamente | Qualificazioni di zona |
| ------------------------ | ---------------------- |
| Rep. Dominicana          | Trinidad e Tobago      |
| Porto Rico               | Giamaica               |
| Cuba                     | Saint Lucia            |
| Canada                   | Dominica               |
| Messico                  | Nicaragua              |
| Costa Rica               | Guatemala              |

## Campionato
| Girone A        | Girone B    | Girone C          |
| --------------- | ----------- | ----------------- |
| Rep. Dominicana | Canada      | Trinidad e Tobago |
| Porto Rico      | Cuba        | Messico           |
| Guatemala       | Nicaragua   | Costa Rica        |
| Giamaica        | Saint Lucia | Dominica          |

|  | Qualificate al campionato mondiale 2018 |

### Girone A
- Luogo:  Santo Domingo, Repubblica Dominicana
- Data: 13–15 ottobre 2017

#### Risultati
| 13 ottobre 2017 Durata: 1h:05 - Spettatori: 500   | Porto Rico      | 3 - 0 | Giamaica        | 25-8, 25-10, 25-17  |
| 13 ottobre 2017 Durata: 1h:11 - Spettatori: 1 900 | Rep. Dominicana | 3 - 0 | Guatemala       | 25-7, 25-7, 25-11   |
| 14 ottobre 2017 Durata: 1h:13 - Spettatori: 1 000 | Guatemala       | 0 - 3 | Porto Rico      | 11-25, 16-25, 13-25 |
| 14 ottobre 2017 Durata: 1h:13 - Spettatori: 2 000 | Giamaica        | 0 - 3 | Rep. Dominicana | 14-25, 11-25, 6-25  |
| 15 ottobre 2017 Durata: 1h:17 - Spettatori: 1 000 | Guatemala       | 3 - 0 | Giamaica        | 25-23, 25-19, 25-20 |
| 15 ottobre 2017 Durata: 1h:40 - Spettatori: 5 000 | Rep. Dominicana | 3 - 0 | Porto Rico      | 26-24, 25-21, 25-15 |

#### Classifica
| Pos | Squadra         | Pt | G | V | P | SV | SP | Ratio | PF  | PS  | Ratio |
| --- | --------------- | -- | - | - | - | -- | -- | ----- | --- | --- | ----- |
| 1   | Rep. Dominicana | 15 | 3 | 3 | 0 | 9  | 0  | MAX   | 226 | 116 | 1.948 |
| 2   | Porto Rico      | 10 | 3 | 2 | 1 | 6  | 3  | 2.000 | 210 | 151 | 1.391 |
| 3   | Guatemala       | 5  | 3 | 1 | 2 | 3  | 6  | 0.500 | 140 | 212 | 0.660 |
| 4   | Giamaica        | 0  | 3 | 0 | 3 | 0  | 9  | 0.000 | 128 | 225 | 0.569 |

### Girone B
- Luogo:  Vancouver, Canada
- Data: 28–30 settembre 2017

#### Risultati
| 28 settembre 2017 Durata: 1h:05 - Spettatori: 103 | Cuba        | 3 - 0 | Nicaragua   | 25-8, 25-9, 25-19   |
| 28 settembre 2017 Durata: 1h:00 - Spettatori: 350 | Canada      | 3 - 0 | Saint Lucia | 25-8, 25-8, 25-8    |
| 29 settembre 2017 Durata: 0h:57 - Spettatori: 250 | Cuba        | 3 - 0 | Saint Lucia | 25-6, 25-6, 25-12   |
| 29 settembre 2017 Durata: 1h:07 - Spettatori: 500 | Canada      | 3 - 0 | Nicaragua   | 25-13, 25-10, 25-8  |
| 30 settembre 2017 Durata: 1h:01 - Spettatori: 200 | Saint Lucia | 0 - 3 | Nicaragua   | 12-25, 11-25, 13-25 |
| 30 settembre 2017 Durata: 1h:20 - Spettatori: 900 | Canada      | 3 - 0 | Cuba        | 25-18, 25-15, 25-23 |

#### Classifica
| Pos | Squadra     | Pt | G | V | P | SV | SP | Ratio | PF  | PS  | Ratio |
| --- | ----------- | -- | - | - | - | -- | -- | ----- | --- | --- | ----- |
| 1   | Canada      | 15 | 3 | 3 | 0 | 9  | 0  | MAX   | 225 | 111 | 2.027 |
| 2   | Cuba        | 10 | 3 | 2 | 1 | 6  | 3  | 2.000 | 206 | 135 | 1.526 |
| 3   | Nicaragua   | 5  | 3 | 1 | 2 | 3  | 6  | 0.500 | 142 | 186 | 0.763 |
| 4   | Saint Lucia | 0  | 3 | 0 | 3 | 0  | 9  | 0.000 | 84  | 225 | 0.373 |

### Girone C
- Luogo:  Couva, Trinidad e Tobago
- Data: 13–15 ottobre 2017

#### Risultati
| 13 ottobre 2017 Durata: 1h:18 - Spettatori: 50  | Messico           | 3 - 0 | Costa Rica        | 25-16, 25-18, 25-21              |
| 13 ottobre 2017 Durata: 1h:01 - Spettatori: 200 | Trinidad e Tobago | 3 - 0 | Dominica          | 25-16, 25-7, 25-9                |
| 14 ottobre 2017 Durata: 1h:00 - Spettatori: 50  | Dominica          | 0 - 3 | Messico           | 7-25, 13-25, 7-25                |
| 14 ottobre 2017 Durata: 1h:24 - Spettatori: 150 | Costa Rica        | 0 - 3 | Trinidad e Tobago | 19-25, 16-25, 22-25              |
| 15 ottobre 2017 Durata: 1h:02 - Spettatori: 50  | Dominica          | 0 - 3 | Costa Rica        | 14-25, 13-25, 13-25              |
| 15 ottobre 2017 Durata: 2h:16 - Spettatori: 200 | Trinidad e Tobago | 2 - 3 | Messico           | 21-25, 22-25, 25-23, 25-22, 9-15 |

#### Classifica
| Pos | Squadra           | Pt | G | V | P | SV | SP | Ratio | PF  | PS  | Ratio |
| --- | ----------------- | -- | - | - | - | -- | -- | ----- | --- | --- | ----- |
| 1   | Messico           | 13 | 3 | 3 | 0 | 9  | 2  | 4.500 | 260 | 184 | 1.413 |
| 2   | Trinidad e Tobago | 12 | 3 | 2 | 1 | 8  | 3  | 2.667 | 199 | 135 | 1.266 |
| 3   | Costa Rica        | 5  | 3 | 1 | 2 | 3  | 6  | 0.500 | 187 | 190 | 0.984 |
| 4   | Dominica          | 0  | 3 | 0 | 3 | 0  | 9  | 0.000 | 99  | 225 | 0.440 |